# 좌리공신
좌리공신(佐理功臣)은 조선 성종의 즉위를 도운 공로로 책봉된 공신들이다.

## 경위
성종의 선왕인 조선 예종은 1469년 만 19살의 나이로 승하했다. 예종이 남긴 아들은 만 3살에 불과한 원자 제안대군뿐이었는데 왕실의 최고 웃어른이던 정희왕후는 원자가 너무 어리다는 이유로 조카인 잘산군을 예종의 양자로 삼아 후계를 잇게 했다. 하지만 불안한 왕위 계승은 반발 세력을 만들었고 어린 성종은 왕권을 보호하기 위해 공신 책봉을 추진했다.
1471년(성종 2년) 3월 26일 성종은 신숙주, 한명회, 정현조에게 명하여 공신 책봉을 논하도록 지시했다. 다음날 성종은 이조에 전지를 내리며 '내가 왕업을 잇고 중한 책임으로 밤낮으로 몸을 삼갔는데 여러 신료가 좌우에서 힘을 쓰니 국가가 태평해져서 그 공을 가상히 여긴다'고 하며 공신 책봉이 전격적으로 이루어졌다.
성종은 좌리공신에게 아마(兒馬) 1필과 향표리(鄕表裏) 1벌을 내려줬다. 또한 반당(伴儻)을 1등공신에게 10명, 2등공신에게 8명, 3등공신에게 6명, 4등공신에게 4명을, 토지를 1등공신에게 40결, 2등공신에게 30결, 3등공신에게 20결, 4등공신에게 10결을, 노비와 구사(丘史)를 1등공신에게 5구씩, 2등공신에게 4구씩, 3등공신에게 3구씩, 4등공신에게 2구씩 내려줬다. 7월 18일에 말 1필씩을 추가로 내려줬다.

## 반발
하지만 지나치게 급하고 명분 없던 공신 책봉은 많은 반대파를 낳았다. 공신 책봉 당일에 사헌부 지평 김수손, 사간원 헌납 유문통이 태평했던 세종 때에도 공신이 없었는데 지금의 공신 책봉은 명분이 없다며 반대했지만 성종은 임금의 자리를 이어 지금의 아름다움이 있으니 공이 없다고 할 수 없다고 일축했다.
다음날에는 행 대사간 김수녕이 칭하(稱下)가 옳지 않다는 대간의 주장이 옳다고 주장했다. 김수녕은 4등공신으로 책록되었음에도 반대 주장을 편 것이었다. 성종은 이번에도 받아들이지 않았다. 사헌부 집의 손순효와 사간원 사간 성준 등도 상소하였다. 이들은 개국 이래 7번의 공신 책록은 모두 화란을 평정하고 종사를 보위한 공이 있었고 그 수도 많지가 않았는데 대왕대비의 결단으로 성종을 왕으로 한 것을 두고 신하들이 무슨 공이 있어 70명이나 공신호를 주냐고 비판했다. 또한 기근이 심해 유리하는 백성들이 많으니 대신들이 좌리(佐理)한 공이 없으며 재이(災異) 때문에 삼공을 파면한 일은 들어봤으나 은총을 내린 일은 들은 적이 없다며 명을 거두어줄 것을 청했다.
다음날에도 대간이 합사하여 공이 없는 70여 명에게 공신호를 준 까닭을 알 수 없다며 명을 거두어줄 것을 청했으나 성종은 역시 들어주지 않았다. 4월 1일 손순효와 성준이, 2일 손순효와 성준 등이, 3일 손순효, 장령 이육·박숭질, 지평 김수손, 성준, 유문통, 정언 박형량·남윤종이, 5일 손순효와 성준 등이 계속 반대 상소를 올렸으나 성종은 끝내 들어주지 않았다.

## 책봉
4일 신숙주, 도승지 정효상 등은 공훈이 없다는 대간의 말이 옳다며 대간의 청을 따를 것을 아뢰었으나 성종은 신하들이 의논할 일이 아니라며 사양하지 말라고 했다. 6일 성종은 면복을 갖추어 역대 공신들과 그 자손들을 거느리고 맹단에 모여 7공신의 업적을 논한 뒤 좌리공신에 대해 "좌우에서 돕고 다스림을 보좌한" 공이 있음을 선언했다.
7월 3일 창덕궁 인정전에서 음복연(飮福宴)을 베풀고 좌리공신에게 녹권을 주었다.

### 목록
공신 목록은 다음과 같다.
- 좌리1등공신(순성명량경제홍화좌리공신): 신숙주, 한명회, 최항, 홍윤성, 조석문, 정현조, 윤자운, 김국광, 권감
- 좌리2등공신(순성명량경제좌리공신): 이정, 이침, 정인지, 정창손, 심회, 김질, 한백륜, 윤사흔, 한계미, 한계희, 송문림
- 좌리3등공신(순성명량좌리공신): 성봉조, 노사신, 강희맹, 임원준, 박중선, 이극배, 홍응, 서거정, 양성지, 김겸광, 강곤, 신승선, 이극증, 한계순, 정효상, 윤계겸, 한치형, 이숭원
- 좌리4등공신(순성좌리공신): 김수온, 이석형, 윤필상, 허종, 황효원, 유수, 어유소, 함우치, 이훈, 김길통, 선형, 우공, 김교, 오백창, 박거겸, 이철견, 한치인, 구문신, 이숙기, 정난종, 정숭조, 이승소, 한치의, 한보, 김수녕, 한치례, 한의, 이극돈, 이수남, 이현, 신정, 김순명, 유지, 심한, 신준

7월 1일 판중추부사 이변과 행 호군 송처관이 승문원에서 일을 한 것이 30년이 넘었고 성종이 왕위에 올랐을 때 고명을 청하는 글을 지었는데 주청사로 갔던 권감과 송문림과 달리 자신들은 공신에 참여하지 못했다며 추록해주길 청원했으나 성종이 들어주지 않았다.
9월 6일 구치관이 좌리2등공신에 추록되었다.
1482년 4월 24일 신정이 왕의 인신을 위조하여 남의 재산을 탈취한 죄로 사사된 뒤 공신전에서 삭제되었다.
1504년 5월 10일 조선 연산군 때 갑자사화에 연루되어 이극돈이 공신 명부에서 삭제됐다.
한명회, 정인지, 정창손, 한치형, 윤필상 또한 갑자사화에 연루되어 공신이 추탈되었다.
중종반정 이후 갑자사화에 연루돼 공신 칭호를 잃은 사람들이 모두 복권되었다. 
1511년 6월 12일 병조참의 이세정이 상소를 받아들여 이극돈의 직첩도 회복되었다.

## 이후
조선 중종 때 이과의 역모를 진압하고 정난공신을 책봉할 때 누구까지 책봉할지가 논란이 되었다. 이때 영사 유순정은 좌리공신 때도 추대한 사람들은 모두 참여되었다며 이번에도 마땅히 그리해야 한다고 주장했다. 지평 김안국은 상황이 다르다고 반대했으나 중종이 김안국을 지지하였다. 이 사건을 기록한 사관은 당시에도 공신의 수가 지나쳐서 비판을 받았는데 유순정이 임금 앞에서 잘못된 일을 잘한 것처럼 꾸몄다며 대신의 도리가 아니라고 비판했다.
정국공신을 개정할 때에도 중종은 좌리공신도 공이 없다고 하나 녹공이 이미 정해져 추후에 개정하지 않았다며 정국공신을 추가로 개정하지 않았다.
조선 명종 때도 위사공신을 책봉할 때 공이 없는데도 공신의 수록을 받으면 후세의 웃음을 살 것이라며 반대가 많았으나 명종은 성종 때 이 정도까지가 아니었음에도 좌리공신에 책봉된 자가 많았는데 지금은 위급한 때이니 더 말할 것이 없다며 공신 책봉을 강행했다.

## 같이 보기
- 이숙기 좌리공신교서
- 김길통 좌리공신교서

### 내용주
1. ↑  조선에서 생산되는 옷감으로 만든 옷의 겉감과 안감.
2. ↑  중앙의 관아나 고관들이 부리는 심부름꾼.
3. ↑  종친과 공신에게 나누어줬던 관노비로 말을 타고 갈 때 고삐를 잡고 앞에서 끌거나 뒤에서 따르는 하인.
4. ↑  나라가 공식적으로 공신의 칭호를 내려주던 일.
5. ↑  제사를 지낸 뒤에 베풀던 잔치.

### 참조주
1. ↑  《성종실록》 9권, 성종 2년(1471년 명 성화(成化) 7년) 3월 26일 (기해) 3번째기사
2. ↑  《성종실록》 9권, 성종 2년(1471년 명 성화(成化) 7년) 3월 27일 (경자) 3번째기사
3. ↑  《성종실록》 9권, 성종 2년(1471년 명 성화(成化) 7년) 3월 27일 (경자) 5번째기사
4. ↑  《성종실록》 9권, 성종 2년(1471년 명 성화(成化) 7년) 7월 18일 (기축) 6번째기사
5. ↑  《성종실록》 9권, 성종 2년(1471년 명 성화(成化) 7년) 3월 27일 (경자) 4번째기사
6. ↑  《성종실록》 9권, 성종 2년(1471년 명 성화(成化) 7년) 3월 28일 (신축) 4번째기사
7. ↑  《성종실록》 9권, 성종 2년(1471년 명 성화(成化) 7년) 3월 28일 (신축) 6번째기사
8. ↑  《성종실록》 9권, 성종 2년(1471년 명 성화(成化) 7년) 3월 29일 (임인) 3번째기사
9. ↑  《성종실록》 9권, 성종 2년(1471년 명 성화(成化) 7년) 4월 1일 (계묘) 3번째기사
10. ↑  《성종실록》 9권, 성종 2년(1471년 명 성화(成化) 7년) 4월 2일 (갑진) 3번째기사
11. ↑  《성종실록》 9권, 성종 2년(1471년 명 성화(成化) 7년) 4월 3일 (을사) 1번째기사
12. ↑  《성종실록》 9권, 성종 2년(1471년 명 성화(成化) 7년) 4월 5일 (정미) 3번째기사
13. ↑  《성종실록》 9권, 성종 2년(1471년 명 성화(成化) 7년) 4월 4일 (병오) 1번째기사
14. ↑  《성종실록》 9권, 성종 2년(1471년 명 성화(成化) 7년) 4월 6일 (무신) 1번째기사
15. ↑  《성종실록》 9권, 성종 2년(1471년 명 성화(成化) 7년) 7월 1일 (임신) 3번째기사
16. ↑  《성종실록》 9권, 성종 2년(1471년 명 성화(成化) 7년) 9월 6일 (을해) 2번째기사
17. ↑  《성종실록》 140권, 성종 13년(1482년 명 성화(成化) 18년) 4월 24일 (임술) 2번째기사
18. ↑  《연산군일기》 53권, 연산 10년(1504년 명 홍치(弘治) 17년) 5월 10일 (기해) 2번째기사
19. ↑  《중종실록》 14권, 중종 6년(1511년 명 정덕(正德)  6년) 6월 12일 (경인) 2번째기사
20. ↑  《중종실록》 4권, 중종 2년(1507년 명 정덕(正德) 2년) 12월 2일 (신미) 1번째기사
21. ↑  《중종실록》 9권, 중종 14년(1519년 명 정덕(正德) 14년) 11월 21일 (신해) 4번째기사
22. ↑  《명종실록》 1권, 명종 즉위년(1545년 명 가정(嘉靖) 24년) 8월 29일 (기미) 1번째기사